# ヨハン7世 (ナッサウ＝ジーゲン伯)
ヨハン7世（Johann VII., 1561年6月7日 - 1623年9月27日）は、ナッサウ＝ジーゲン伯およびフロイデンベルク伯。オラニエ公ウィレム1世の弟ナッサウ＝ディレンブルク伯ヨハン6世と最初の妻エリーザベト・フォン・ロイヒテンベルクの次男。オランダではヤン・デ・ミッデルステ（Jan de Middelste）と呼ばれる。
従弟であるオラニエ公マウリッツに協力して、オランダ共和国軍に近代的な軍事教練を行った。軍事理論家であり、またジーゲンにヨーロッパで最初の士官学校を設けたことでも知られる。1620年にヨハン7世はスウェーデン王グスタフ2世アドルフの訪問を受けている。ヨハン7世はグスタフ・アドルフに軍事理論の指南を行い実践させた。彼の軍事理論は、オランダの軍事改革と共にドイツやスウェーデンに浸透させたと言える。

## 子女
1581年にヴァルデック伯フィリップ4世の娘マグダレーナ（1558年 - 1599年）と結婚し、12子を儲けた。
1. ヨハン・エルンスト（1582年 - 1617年）
2. ヨハン8世（1583年 - 1638年） - ナッサウ＝ジーゲン伯
3. エリーザベト（1584年 - 1661年） - ヴァルデック伯クリスティアンと結婚
4. アドルフ（1586年 - 1608年）
5. ユリアーネ（1587年 - 1643年） - ヘッセン＝カッセル方伯モーリッツと結婚
6. アンナ・マリア（1589年 - 1620年） - ダウン＝ファルケンシュタイン伯ヨハン・アドルフと結婚
7. ヨハン・アルブレヒト（1590年）
8. ヴィルヘルム（1592年 - 1642年） - ナッサウ＝ヒルヒェンバッハ伯
9. アンナ（1594年 - 1636年） - ブレデローデ伯ヨハン・ヴォルフェルトと結婚
10. フリードリヒ・ルートヴィヒ（1595年 - 1600年）
11. マグダレーナ（1596年 - 1662年） - ベルンハルト・モーリッツ・フォン・エーンハウゼンと結婚、フィリップ・ヴィルヘルム・フォン・インハイゼン・クニプハウゼンと再婚
12. ヨハン・フリードリヒ（1597年）

1603年にゾンダーブルク公ヨハン（デンマーク王クリスチャン3世の三男）の娘マルガレータと結婚し、13子を儲けた。
1. ヨハン・マウリッツ（1604年 - 1679年） - ナッサウ＝ジーゲン侯
2. ゲオルク・フレデリック・ルートヴィヒ（1606年 - 1674年） - ナッサウ＝ジーゲン伯、ナッサウ＝ジーゲン侯
3. ヴィルヘルム・オットー（1607年 - 1641年）
4. ルイーゼ・クリスティーネ（1608年 - 1678年） - コンフラン侯フィリップと結婚
5. ゾフィー・マルガレーテ（1610年 - 1665年） - リンブルフ・シュティルム伯ゲオルク・エルンストと結婚
6. ハインリヒ（1611年 - 1652年）
7. マリア・ユリアーネ（1612年 - 1665年） - フランツ・ハインリヒ・フォン・ザクセン＝ラウエンブルクと結婚
8. アマーリエ（1613年 - 1669年） - ヘルマン・ウランゲルと結婚、プファルツ＝ズルツバッハ公クリスティアン・アウグストと再婚
9. ベルンハルト（1614年 - 1617年）
10. クリスティアン（1616年 - 1644年）
11. カタリーナ（1617年 - 1645年）
12. ヨハン・エルンスト（1618年 - 1639年）
13. エリーザベト・ユリアーネ（1620年 - 1665年） - ザイン＝ヴィトゲンシュタイン伯ベルンハルトと結婚